# Wolica (gmina Stopnica)
Wolica – wieś w Polsce położona w województwie świętokrzyskim, w powiecie buskim, w gminie Stopnica.
Do 1954 roku siedziba gminy Wolica. W latach 1975–1998 miejscowość należała administracyjnie do województwa kieleckiego.
Przez wieś przechodzi  zielony szlak turystyczny z Wiślicy do Grochowisk.

## Części wsi
| SIMC    | Nazwa           | Rodzaj    |
| ------- | --------------- | --------- |
| 0273152 | Na Przedmieściu | część wsi |
| 0273169 | Pod Lasem       | część wsi |